# Джоанн Воллі
Джоанн Воллі (англ. Joanne Whalley; нар. 25 серпня 1961, Солфорд) — британська акторка та співачка.

## Життєпис
Народилася 25 серпня 1961 року у місті Солфорд, тоді графство Ланкашир, нині графство Великий Манчестер. Виросла у місті Стокпорт, графство Великий Манчестер. По закінченню школи вивчала акторську майстерність у Braeside School of Speech and Drama. Тоді ж почала зніматися у телевізійних серіалах, в тому числі «Вулиця Коронації» та «Ферма Еммердейл». Першим значним успіхом стала роль Емми Крейвен у серіалі «Межа пітьми» виробництва BBC, за яку вона номінувалася на премію BAFTA у категорії Найкраща акторка. Також помітною стала роль медсестри Міллс у серіалі «Детектив, що співає» 1986 року. Тоді ж почала зніматися у кіно. Крім того була вокалісткою музичних гуртів «The Slowguns» и «Cindy & The Saffrons». 1989 року отримала премію «Театральний світ» за роль у постановці «Що бачив дворецький» за п'єсою Джо Ортона.
1994 року виконала роль Скарлетт О'Гара Батлер в американському мінісеріалі «Скарлетт» за однойменним романом Александри Ріплі, офіційним сиквелом романа «Звіяні вітром» Маргарет Мітчелл.
2010 року в числі акторського складу стрічки «44 дюйми» (2009) нагороджена премією Спілки кінокритиків Сан-Дієго (англ. San Diego Film Critics Society) у категорії Найкраще виконання акторського ансамблю (спільно з Стівеном Беркоффом, Томом Вілкінсоном, Ієном Макшейном та Джоном Гертом). 2011 року отримала номінацію на премію Золота німфа за найкращу жіночу роль на Телевізійному фестивалі в Монте-Карло за роль Ваноцци де Каттанеї у серіалі «Борджіа».

## Особисте життя
1988 року Воллі вступила у шлюб з американським актором Велом Кілмером, з яким познайомилася на зйомках фільму «Віллоу». У подружжя народились двоє дітей — дочка Мерседес Кілмер (29 жовтня 1991) та син Джон Воллас (Джек) Кілмер (6 липня 1995), який також став актором. Шлюб завершився розлученням 1996 року.

## Вибрана фільмографія
| Рік       |    | Українська назва                    | Оригінальна назва                  | Роль                                              |
| --------- | -- | ----------------------------------- | ---------------------------------- | ------------------------------------------------- |
| 1974—1976 | с  | Вулиця Коронації                    | Coronation Street                  | різні персонажі (3 епізоди)                       |
| 1977      | с  | Ферма Еммердейл                     | Emmerdale Farm                     | Анджела Рід                                       |
| 1982      | ф  | Пінк Флойд: Стіна                   | Pink Floyd - The Wall              | группі                                            |
| 1983      | с  | Бержерак                            | Bergerac                           | Крістін Болтон                                    |
| 1984      | тф | Різдвяна історія                    | A Christmas Carol                  | Фен Галівел, сестра Ебенезера Скруджа             |
| 1985      | с  | Межа пітьми                         | Edge of Darkness                   | Емма Крейвен                                      |
| 1985      | ф  | Танець з незнайомцем                | Dance with a Stranger              | Крістін                                           |
| 1985      | ф  | Хороший батько                      | The Good Father                    | Мері Голл                                         |
| 1986      | с  | Детектив, що співає                 | The Singing Detective              | медсестра Міллс                                   |
| 1988      | ф  | Віллоу                              | Willow                             | Сорша                                             |
| 1988      | ф  | Вбити священника                    | To Kill a Priest                   | Анна                                              |
| 1989      | ф  | Скандал                             | Scandal                            | Крістін Кілер                                     |
| 1989      | ф  | Убий мене знову                     | Kill Me Again                      | Фей Форрестер                                     |
| 1990      | ф  | Морські котики                      | Navy SEALS                         | Клер Ворренс                                      |
| 1990      | ф  | Переступаючи межу                   | The Big Man                        | Бет Шулар                                         |
| 1991      | ф  | Вщент                               | Shattered                          | Дженні Скотт                                      |
| 1991      | ф  | Сторівіль                           | Storyville                         | Наталі Тейт                                       |
| 1994      | ф  | Таїнство вознесіння                 | The Secret Rapture                 | Кетрін Кольрідж                                   |
| 1994      | ф  | Мамині діти                         | Mother's Boys                      | Колін Гарленд (Келлі)                             |
| 1994      | ф  | Хороша людина в Африці              | A Good Man in Africa               | Селія Адекунле                                    |
| 1994      | ф  | Суд присяжних                       | Trail by Jury                      | Валері Елстон                                     |
| 1994      | с  | Скарлетт                            | Scarlett                           | Скарлетт О'Гара Батлер                            |
| 1997      | ф  | Людина, яка надто мало знала        | The Man Who Knew Too Little        | Лорі                                              |
| 2000      | тф | Джекі Був'є Кеннеді Онассіс         | Jackie Bouvier Kennedy Onassis     | Жаклін Кеннеді-Онассіс                            |
| 2005      | с  | Королева-дівиця                     | The Virgin Queen                   | королева Марія I                                  |
| 2006      | с  | Ліга Справедливості                 | Justice League                     | Смарагдова імператриця / фантомна дівчина / Сарія |
| 2006      | ф  | Зіграно                             | Played                             | Меггі                                             |
| 2007      | ф  | Потоп                               | Flood                              | комісар Патриція Неш                              |
| 2009      | ф  | 44 дюйми                            | 44 Inch Chest                      | Ліз Даймонд                                       |
| 2011      | ф  | Між                                 | Twixt                              | Деніз                                             |
| 2011—2012 | с  | Пліткарка                           | Gossip Girl                        | принцеса Софі Грімальді                           |
| 2011—2013 | с  | Борджіа                             | The Borgias                        | Ваноцца де Каттанеї                               |
| 2013      | тф | Челенджер                           | The Challenger Disaster            | Гвінет Фейнман                                    |
| 2014      | с  | Таверна «Ямайка»                    | Jamaica Inn                        | Патієнс Мерлін                                    |
| 2015      | с  | Вовча зала                          | Wolf Hall                          | Катерина Арагонська                               |
| 2016      | с  | Беовульф                            | Beowulf: Return to the Shieldlands | Реда                                              |
| 2015      | с  | Літо Господнє. Біблія продовжується | A.D. The Bible Continues           | Клавдія Прокула, дружина Понтія Пілата            |
| 2017      | с  | Біла принцеса                       | The White Princess                 | Маргарита Йоркська                                |
| 2017      | ф  | Муза смерті                         | Muse                               | Жаклін                                            |
| 2018      | ф  | Павло, апостол Христовий            | Paul, Apostle of Christ            | Прісцилла                                         |
| 2018      | с  | Шибайголова                         | Daredevil                          | сестра Меггі                                      |
| 2020      | с  | Стальна зірка                       | Tin Star                           | Мері Джеймс                                       |
| 2022      | с  | Віллоу                              | Willow                             | королева Сорша                                    |